# Lista załogowych lotów kosmicznych (2001–2010)
Wszystkie daty podane są według czasu uniwersalnego (GMT).
Uwzględniono suborbitalne loty samolotów rakietowych, które osiągnęły wysokość powyżej 100 km (zgodnie z definicją lotu kosmicznego FAI).
- Jasnożółty oznacza loty suborbitalne (w tym loty, które nie osiągnęły zamierzonej orbity).

| Misja                                | Data                                    | Załoga | Opis |
| ------------------------------------ | --------------------------------------- | --- | --- |
| STS-98 Atlantis (ISS-5A)             | 7 lutego – 20 lutego 2001               | Kenneth D. Cockrell, Mark L. Polansky, Robert L. Curbeam Jr., Marsha S. Ivins, Thomas D. Jones                                                             | Dołączenie do Międzynarodowej Stacji Kosmicznej modułu laboratoryjnego Destiny. 3 wyjścia w otwarty kosmos (Curbeam, Jones). |
| STS-102 Discovery (ISS-5A.1)         | 8 marca – 21 marca 2001                 | James D. Wetherbee, James M. Kelly, Andrew S.W. Thomas, Paul W. Richards, Jurij W. Usaczow, James S. Voss, Susan J. Helms                                  | Wymiana stałej załogi Międzynarodowej Stacji Kosmicznej: Ekspedycja 2 (Usaczow, Voss, Helms) pozostała na stacji, Ekspedycja 1 (Shepherd, Gidzenko, Krikalow) powróciła na Ziemię. Dostarczenie zaopatrzenia w module Leonardo MPLM. 2 wyjścia w otwarty kosmos (Voss i Helms oraz Thomas i Richards). |
| STS-100 Endeavour (ISS-6A)           | 19 kwietnia – 1 maja 2001               | Kent V. Rominger, Jeffrey S. Ashby, Chris A. Hadfield, John L. Phillips, Scott E. Parazynski, Umberto Guidoni, Jurij W. Łonczakow                          | Dostarczenie na Międzynarodową Stację Kosmiczną zaopatrzenia w module Raffaello MPLM i montaż manipulatora SSRMS (Canadarm2). 2 wyjścia w otwarty kosmos (Hadfield, Parazynski). |
| Sojuz TM-32 (ISS-2S/EP-1)            | 28 kwietnia – 6 maja 2001               | Tałgat A. Musabajew, Jurij M. Baturin, Dennis A. Tito | Połączenie z Międzynarodową Stację Kosmiczną. Pierwszy lot turysty w kosmos (Dennis Tito). Powrót w Sojuzie TM-31. |
| STS-104 Atlantis (ISS-7A)            | 12 lipca – 25 lipca 2001                | Steven W. Lindsey, Charles O. Hobaugh, Michael L. Gernhardt, Janet L. Kavandi, James F. Reilly II                                                          | Dołączenie do Międzynarodowej Stacji Kosmicznej śluzy powietrznej Quest. 3 wyjścia w otwarty kosmos (Gernhardt, Reilly). |
| STS-105 Discovery (ISS-7A.1)         | 10 sierpnia – 22 sierpnia 2001          | Scott J. Horowitz, Frederick W. Sturckow, Daniel T. Barry, Patrick G. Forrester, Frank L. Culbertson Jr., Władimir N. Dieżurow, Michaił W. Tiurin          | Wymiana stałej załogi Międzynarodowej Stacji Kosmicznej: Ekspedycja 3 (Culbertson, Dieżurow, Tiurin) pozostała na stacji, Ekspedycja 2 (Usaczow, Voss, Helms) powróciła na Ziemię. Dostarczenie zaopatrzenia w module Leonardo MPLM. 2 wyjścia w otwarty kosmos (Barry, Forrester). Umieszczenie na orbicie satelity Simplesat.                                                                              |
| Sojuz TM-33 (ISS-3S/EP-2)            | 21 października – 31 października 2001  | Wiktor M. Afanasjew, Claudie Haigneré, Konstantin M. Koziejew                                                                                              | Połączenie z Międzynarodową Stację Kosmiczną. Powrót w Sojuzie TM-32. |
| STS-108 Endeavour (ISS UF-1)         | 5 grudnia – 17 grudnia 2001             | Dominic L. P. Gorie, Mark E. Kelly, Linda M. Godwin, Daniel M. Tani, Jurij I. Onufrijenko, Carl E. Walz, Daniel W. Bursch                                  | Wymiana załogi Międzynarodowej Stacji Kosmicznej: Ekspedycja 4 (Onufrijenko, Walz, Bursch) pozostała na stacji, Ekspedycja 3 (Culbertson, Dieżurow, Tiurin) powróciła na Ziemię. Dostarczenie zaopatrzenia w module Raffaello MPLM. Wyjście w otwarty kosmos (Godwin, Tani). Umieszczenie na orbicie satelity Starshine-2.                                                                                   |
| STS-109 Columbia (HST SM-3B)         | 1 marca – 12 marca 2002                 | Scott D. Altman, Duane G. Carey, John M. Grunsfeld, Nancy J. Currie, Richard M. Linnehan, James H. Newman, Michael J. Massimino                            | Misja serwisowa do teleskopu Hubble’a. 5 wyjść w otwarty kosmos (Grunsfeld, Linnehan, Newman, Massimino). |
| STS-110 Atlantis (ISS-8A)            | 8 kwietnia – 19 kwietnia 2002           | Michael J. Bloomfield, Stephen N. Frick, Rex J. Walheim, Ellen L. Ochoa, Lee M.E. Morin, Jerry L. Ross, Steven L. Smith                                    | Dostarczenie do Międzynarodowej Stacji Kosmicznej i montaż segmentu S0 kratownicy ITS oraz ruchomej platformy Mobile Transporter. 4 wyjścia w otwarty kosmos (Smith, Walheim, Ross, Morin). |
| Sojuz TM-34 (ISS-4S/EP-3)            | 25 kwietnia – 5 maja 2002               | Jurij P. Gidzenko, Roberto Vittori, Mark R. Shuttleworth                                                                                                   | Połączenie ze stacją ISS. Lot turysty (Shuttleworth). Powrót w Sojuzie TM-33. |
| STS-111 Endeavour (ISS UF-2)         | 5 czerwca – 19 czerwca 2002             | Kenneth D. Cockrell, Paul S. Lockhart, Philippe Perrin, Franklin R. Chang-Díaz, Peggy A. Whitson, Walerij G. Korzun, Siergiej J. Trieszczow                | Wymiana załogi Międzynarodowej Stacji Kosmicznej: Ekspedycja 5 (Korzun, Whitson, Trieszczow) pozostała na stacji, Ekspedycja 4 (Onufrijenko, Walz, Bursch) powróciła na Ziemię. Dostarczenie zaopatrzenia w module Leonardo MPLM. Montaż platformy Mobile Base System. 3 wyjścia w otwarty kosmos (Chang-Dìaz, Perrin).                                                                                      |
| STS-112 Atlantis (ISS-9A)            | 7 października – 18 października 2002   | Jeffrey S. Ashby, Pamela A. Melroy, David A. Wolf, Sandra H. Magnus, Piers J. Sellers, Fiodor N. Jurczichin                                                | Dostarczenie segmentu S1 kratownicy ITS. 3 wyjścia w otwarty kosmos (Wolf, Sellers). |
| Sojuz TMA-1 (ISS-5S/EP-4)            | 30 października – 10 listopada 2002     | Siergiej W. Zalotin, Frank De Winne, Jurij W. Łonczakow | Połączenie z Międzynarodową Stację Kosmiczną. Powrót w Sojuzie TM-34. |
| STS-113 Endeavour (ISS-11A)          | 24 listopada – 7 grudnia 2002           | James D. Wetherbee, Paul S. Lockhart, Michael E. Lopez-Alegria, John B. Herrington, Kenneth D. Bowersox, Donald R. Pettit, Nikołaj M. Budarin              | Dostarczenie segmentu P1 kratownicy ITS. Wymiana załogi Międzynarodowej Stacji Kosmicznej: Ekspedycja 6 (Bowersox, Budarin, Pettit) pozostała na stacji (powrót 4 maja 2003 w Sojuzie TMA-1 – lądowanie w trybie balistycznym), Ekspedycja 5 (Korzun, Whitson, Trieszczow) powróciła na Ziemię. 3 wyjścia w otwarty kosmos (Lopez-Alegria, Herrington). Umieszczenie na orbicie pikosatelitów MEPSI 1A i 1B. |
| STS-107 Columbia                     | 16 stycznia – 1 lutego 2003             | Rick D. Husband, William C. McCool, David M. Brown, Kalpana Chawla, Michael P. Anderson, Laurel B. Clark, Ilan Ramon                                       | Misja badawcza. Eksperymenty w warunkach mikrograwitacji w module Spacehab-RDM. Katastrofa podczas manewru powrotu z orbity. Orbiter rozpadł się w atmosferze na wysokości ok. 60 km. Śmierć załogi. |
| Sojuz TMA-2 (ISS-6S)                 | 26 kwietnia – 28 października 2003      | Jurij I. Malenczenko, Edward T. Lu | Ekspedycja 7 na Międzynarodowej Stacji Kosmicznej. |
| Shenzhou 5                           | 15 października 2003                    | Yang Liwei | Pierwszy chiński załogowy lot kosmiczny. Statek wykonał 14 okrążeń wokół Ziemi. |
| Sojuz TMA-3 (ISS-6S/EP-5)            | 18 października 2003 – 30 kwietnia 2004 | Aleksandr J. Kaleri, C. Michael Foale, Pedro F. Duque | Ekspedycja 8 na Międzynarodowej Stacji Kosmicznej (Foale, Kaleri). 1 wyjście w otwarty kosmos. Duque powrócił 28 października 2003 w Sojuzie TMA-2. |
| Sojuz TMA-4 (ISS-8S/EP-6)            | 19 kwietnia – 24 października 2004      | Giennadij I. Padałka, Edward M. Fincke, André Kuipers | Ekspedycja 9 na Międzynarodowej Stacji Kosmicznej (Padałka, Fincke). 4 wyjścia w otwarty kosmos. Kuipers powrócił 30 kwietnia 2004 w Sojuzie TMA-3. |
| SpaceShipOne lot 15P                 | 21 czerwca 2004                         | Michael W. Melvill | Lot suborbitalny samolotu rakietowego SpaceShipOne na wysokość 100,1 km. |
| SpaceShipOne lot 16P                 | 29 września 2004                        | Michael W. Melvill | Lot suborbitalny samolotu rakietowego SpaceShipOne na wysokość 102,9 km. |
| SpaceShipOne lot 17P                 | 4 października 2004                     | Brian W. Binnie | Lot suborbitalny samolotu rakietowego SpaceShipOne na wysokość 112 km. |
| Sojuz TMA-5 (ISS-9S/EP-7)            | 14 października 2004 – 24 kwietnia 2005 | Saliżan S. Szaripow, Leroy Chiao, Jurij G. Szargin | Ekspedycja 10 na Międzynarodowej Stacji Kosmicznej (Chiao, Szaripow). 2 wyjścia w otwarty kosmos. Szargin powrócił 24 października 2004 w Sojuzie TMA-4. |
| Sojuz TMA-6 (ISS-10S/EP-8)           | 15 kwietnia – 11 października 2005      | Siergiej K. Krikalow, John L. Phillips, Roberto Vittori | Ekspedycja 11 na Międzynarodowej Stacji Kosmicznej (Krikalow, Phillips). 1 wyjście w otwarty kosmos. Vittori powrócił 24 kwietnia 2005 w Sojuzie TMA-5. |
| STS-114 Discovery (ISS-ULF1/RTF-1)   | 26 lipca – 9 sierpnia 2005              | Eileen M. Collins, James M. Kelly, Sōichi Noguchi, Stephen K. Robinson, Andrew S.W. Thomas, Wendy B. Lawrence, Charles J. Camarda                          | Wznowienie lotów wahadłowców po katastrofie Columbii. Testy systemów pojazdu, procedur jego inspekcji i naprawy. Połączenie z Międzynarodową Stację Kosmiczną. Dostarczenie zaopatrzenia w module Raffaello MPLM. 3 wyjścia w otwarty kosmos (Robinson, Noguchi). |
| Sojuz TMA-7 (ISS-11S/EP-9)           | 1 października 2005 – 8 kwietnia 2006   | Walerij I. Tokariew, William S. McArthur Jr., Gregory H. Olsen                                                                                             | Ekspedycja 12 na Międzynarodowej Stacji Kosmicznej (McArthur, Tokariew). 2 wyjścia w otwarty kosmos. Lot turysty (Olsen). Olsen powrócił 11 października 2005 w Sojuzie TMA-6. |
| Shenzhou 6                           | 12 października – 16 października 2005  | Fei Junlong, Nie Haisheng | Drugi chiński załogowy lot kosmiczny. |
| Sojuz TMA-8 (ISS-12S/EP-10)          | 30 marca – 29 września 2006             | Paweł W. Winogradow, Jeffrey N. Williams, Marcos C. Pontes                                                                                                 | Ekspedycja 13 na Międzynarodowej Stacji Kosmicznej (Winogradow, Williams). 2 x EVA (Winogradow, Williams, Reiter). Pontes powrócił w Sojuzie TMA-7. |
| STS-121 Discovery (ISS-ULF1.1/RTF-2) | 4 lipca – 17 lipca 2006                 | Steven W. Lindsey, Mark E. Kelly, Michael E. Fossum, Lisa M. Nowak, Piers J. Sellers, Stephanie D. Wilson, Thomas A. Reiter                                | Testy sprzętu i procedur zwiększających bezpieczeństwo pojazdu. Dostarczenie zaopatrzenia na Międzynarodową Stację Kosmiczną w module Leonardo MPLM. 3 x EVA (Sellers, Fossum). Thomas Reiter dołączył do Ekspedycji 13. |
| STS-115 Atlantis (ISS-12A)           | 9 września – 21 września 2006           | Brent W. Jett Jr., Christopher J. Ferguson, Joseph R. Tanner, Daniel C. Burbank, Steven G. MacLean, Heidemarie M. Stefanyshyn-Piper                        | Dostarczenie na Międzynarodową Stację Kosmiczną i montaż segmentu P3/P4 kratownicy ITS oraz baterii słonecznych. 3 x EVA (Tanner, Stefanyshyn-Piper, Burbank, MacLean). |
| Sojuz TMA-9 (ISS-13S/EP-11)          | 18 września 2006 – 21 kwietnia 2007     | Michaił W. Tiurin, Michael E. Lopez-Alegria, Anousheh Ansari                                                                                               | Ekspedycja 14 na Międzynarodowej Stacji Kosmicznej (Lopez-Alegria, Tiurin). Lot turysty (Anousheh Ansari). 5 x EVA (Tiurin, Lopez-Alegria, Williams). Ansari powróciła w Sojuzie TMA-8. |
| STS-116 Discovery (ISS-12A.1)        | 10 grudnia – 22 grudnia 2006            | Mark L. Polansky, William A. Oefelein, Robert L. Curbeam Jr., Joan E. M. Higginbotham, Nicholas J. Patrick, A. Christer Fuglesang, Sunita L. Williams      | Dostarczenie na Międzynarodową Stację Kosmiczną i montaż segmentu P5 kratownicy ITS. Przełączenie systemów zasilania energetycznego stacji. Dostarczenie zaopatrzenia w module SpaceHab-LSM. 4 x EVA (Curbeam, Fuglesang, Williams). Sunita Williams dołączyła do Ekspedycji 14, na Ziemię powrócił Thomas Reiter. Umieszczenie na orbicie mikrosatelitów MEPSI 2A/2B, RAFT-1, NMARS, ANDE-MAA i ANDE-FCAL.  |
| Sojuz TMA-10 (ISS-14S/EP-12)         | 7 kwietnia – 21 października 2007       | Oleg W. Kotow, Fiodor N. Jurczichin, Charles Simonyi | Ekspedycja 15 na Międzynarodowej Stacji Kosmicznej. Lot turysty (Simonyi). 3 x EVA (Kotow, Jurczichin, Anderson). Lądowanie w trybie balistycznym. Simonyi powrócił w Sojuzie TMA-9. |
| STS-117 Atlantis (ISS-13A)           | 8–22 czerwca 2007                       | Frederick W. Sturckow, Lee J. Archambault, James F. Reilly II, Steven R. Swanson, John D. Olivas, Patrick G. Forrester, Clayton C. Anderson                | Dostarczenie na Międzynarodową Stację Kosmiczną i montaż segmentu S3/S4 kratownicy ITS oraz trzeciego zestawu baterii słonecznych. 4 x EVA (Reilly, Olivas, Forrester, Swanson). Anderson dołączył do Ekspedycji 15, na Ziemię powróciła Sunita Williams. |
| STS-118 Endeavour (ISS-13A.1)        | 8–21 sierpnia 2007                      | Scott J. Kelly, Charles O. Hobaugh, Richard A. Mastracchio, Tracy E. Caldwell, Dafydd R. Williams, Barbara R. Morgan, Benjamin A. Drew Jr.                 | Dostarczenie na Międzynarodową Stację Kosmiczną i montaż segmentu S5 kratownicy ITS i platformy ESP-3. Dostarczenie zaopatrzenia w module SpaceHab-LSM. 4 x EVA (Mastracchio, Williams, Anderson). |
| Sojuz TMA-11 (ISS-15S)               | 10 października 2007 – 19 kwietnia 2008 | Jurij I. Malenczenko, Peggy A. Whitson, Sheikh Muszaphar Shukor                                                                                            | Ekspedycja 16 na Międzynarodowej Stacji Kosmicznej (Malenczenko, Whitson). 5 x EVA (Whitson, Malenczenko, Tani). Lądowanie w trybie balistycznym. Shukor powrócił w Sojuzie TMA-10. |
| STS-120 Discovery (ISS-10A)          | 23 października – 7 listopada 2007      | Pamela A. Melroy, George D. Zamka, Stephanie D. Wilson, Scott E. Parazynski, Douglas H. Wheelock, Paolo A. Nespoli, Daniel M. Tani                         | Dołączenie do Międzynarodowej Stacji Kosmicznej modułu Harmony (Node 2). 4 x EVA (Parazynski, Wheelock, Tani). Naprawa uszkodzonego panelu baterii słonecznych. Tani dołączył do Ekspedycji 16, na Ziemię powrócił Clayton Anderson. |
| STS-122 Atlantis (ISS-1E)            | 7–20 lutego 2008                        | Stephen N. Frick, Alan G. Poindexter, Stanley G. Love, Rex J. Walheim, Leland D. Melvin, Hans W. Schlegel, Léopold Eyharts                                 | Dołączenie do Międzynarodowej Stacji Kosmicznej modułu laboratoryjnego Columbus. 3 x EVA (Walheim, Love, Schlegel). Eyharts dołączył do stałej załogi stacji, na Ziemię powrócił Daniel Tani. |
| STS-123 Endeavour (ISS-1J/A)         | 11–27 marca 2008                        | Dominic L. Gorie, Gregory H. Johnson, Richard M. Linnehan, Michael J. Foreman, Robert L. Behnken, Takao Doi, Garrett E. Reisman                            | Dołączenie do Międzynarodowej Stacji Kosmicznej pierwszego modułu laboratorium Kibō (JEM ELM-PS) oraz palety SLP-D1 z manipulatorem Dextre. 5 x EVA (Linnehan, Reisman, Foreman, Behnken). Reisman dołączył do stałej załogi stacji, na Ziemię powrócił Léopold Eyharts. |
| Sojuz TMA-12 (ISS-16S)               | 8 kwietnia – 24 października 2008       | Siergiej A. Wołkow, Oleg D. Kononienko, So-yeon Yi | Ekspedycja 17 na Międzynarodowej Stacji Kosmicznej (Wołkow, Kononienko). 2 x EVA (Wołkow, Kononienko). So-yeon Yi powróciła w Sojuzie TMA-11. |
| STS-124 Discovery (ISS-1J)           | 31 maja – 14 czerwca 2008               | Mark E. Kelly, Kenneth T. Ham, Karen L. Nyberg, Ronald J. Garan, Michael E. Fossum, Gregory E. Chamitoff, Akihiko Hoshide                                  | Dołączenie do Międzynarodowej Stacji Kosmicznej modułu (JEM ELM-PM) i manipulatora JEM RMS. 3 x EVA (Fossum, Garan). Chamitoff dołączył do stałej załogi stacji, na Ziemię powrócił Garrett Reisman. |
| Shenzhou 7                           | 25–28 września 2008                     | Zhai Zhigang, Liu Boming, Jing Haipeng | Wyjście chińskich astronautów w otwartą przestrzeń kosmiczną (Zhai Zhigang, Liu Boming). Umieszczenie na orbicie subsatelity BX-1. |
| Sojuz TMA-13 (ISS-17S)               | 12 października 2008 – 8 kwietnia 2009  | Jurij W. Łonczakow, Edward M. Fincke, Richard A. Garriott                                                                                                  | Ekspedycja 18 na Międzynarodowej Stacji Kosmicznej (Łonczakow, Fincke). 2 x EVA (Łonczakow, Fincke). Lot turysty (Garriott). Garriott powrócił w Sojuzie TMA-12. |
| STS-126 Endeavour (ISS-ULF-2)        | 15-30 listopada 2008                    | Christopher J. Ferguson, Eric A. Boe, Stephen G. Bowen, Heidemarie M. Stefanyshyn-Piper, Donald R. Pettit, R. Shane Kimbrough, Sandra H. Magnus            | Dostarczenie zaopatrzenia na Międzynarodową Stację Kosmiczną w module Leonardo MPLM. 4 x EVA (Stefanyshyn-Piper, Bowen, Kimbrough). Magnus dołączyła do stałej załogi stacji, na Ziemię powrócił Gregory Chamitoff. Umieszczenie na orbicie pikosatelity PSSC Testbed. |
| STS-119 Discovery (ISS-15A)          | 15–28 marca 2009                        | Lee J. Archambault, Dominic A. Antonelli, John L. Phillips, Steven R. Swanson, Joseph M. Acaba, Richard R. Arnold II, Kōichi Wakata                        | Dostarczenie na Międzynarodową Stację Kosmiczną i montaż segmentu S6 kratownicy ITS oraz czwartego zestawu baterii słonecznych. 3 x EVA (Swanson, Arnold, Acaba). Wakata dołączył do stałej załogi stacji, na Ziemię powróciła Sandra Magnus. |
| Sojuz TMA-14 (ISS-18S)               | 26 marca – 11 października 2009         | Giennadij I. Padałka, Michael R. Barratt, Charles Simonyi                                                                                                  | Ekspedycja 19 i Ekspedycja 20 na Międzynarodowej Stacji Kosmicznej (Padałka, Barratt). Lot turysty (Simonyi). Simonyi powrócił w Sojuzie TMA-13. |
| STS-125 Atlantis (HST SM-04)         | 11–24 maja 2009                         | Scott D. Altman, Gregory C. Johnson, Michael T. Good, K. Megan McArthur, John M. Grunsfeld, Michael J. Massimino, Andrew J. Feustel                        | Misja serwisowa do teleskopu Hubble’a. 5 x EVA (Grunsfeld, Feustel, Massimino, Good). |
| Sojuz TMA-15 (ISS-19S)               | 27 maja – 1 grudnia 2009                | Roman J. Romanienko, Frank L. De Winne, Robert B. Thirsk                                                                                                   | Ekspedycja 20 i Ekspedycja 21 na Międzynarodowej Stacji Kosmicznej. |
| STS-127 Endeavour (ISS-2J/A)         | 15-31 lipca 2009                        | Mark L. Polansky, Douglas G. Hurley, David A. Wolf, Julie Payette, Christopher J. Cassidy, Thomas H. Marshburn, Timothy L. Kopra                           | Dołączenie do Międzynarodowej Stacji Kosmicznej dwóch modułów laboratorium Kibō (JEM EF i ELM-ES). 5 x EVA (Wolf, Kopra, Marshburn, Cassidy). Kopra dołączył do stałej załogi stacji, na Ziemię powrócił Kōichi Wakata. Umieszczenie na orbicie mikrosatelitów Dragonsat 1, Dragonsat 2, ANDE Active i ANDE Passive.                                                                                         |
| STS-128 Discovery (ISS-17A)          | 29 sierpnia – 12 września 2009          | Frederick W. Sturckow, Kevin A. Ford, Patrick G. Forrester, John D. Olivas, José M. Hernández, A. Christer Fuglesang, Nicole M. Stott                      | Dostarczenie zaopatrzenia na Międzynarodową Stację Kosmiczną w module MPLM Leonardo. 3 x EVA (Olivas, Stott, Fuglesang). Stott dołączyła do stałej załogi stacji, na Ziemię powrócił Timothy Kopra. |
| Sojuz TMA-16 (ISS-20S)               | 30 września 2009 – 18 marca 2010        | Maksim W. Surajew, Jeffrey N. Williams, Guy Laliberté | Ekspedycja 21 i Ekspedycja 22 na Międzynarodowej Stacji Kosmicznej (Surajew, Williams). Lot turysty (Laliberté). Laliberté powrócił w Sojuzie TMA-14. |
| STS-129 Atlantis (ISS-ULF-3)         | 16–27 listopada 2009                    | Charles O. Hobaugh, Barry E. Wilmore, Randolph J. Bresnik, Michael J. Foreman, Leland D. Melvin Robert L. Satcher Jr.                                      | Dostarczenie zaopatrzenia na Międzynarodową Stację Kosmiczną (EXPRESS Logistics Carrier 1, EXPRESS Logistics Carrier 2). 3 x EVA (Foreman, Satcher, Bresnik). Powrót na Ziemię Nicole M. Stott. |
| Sojuz TMA-17 (ISS-21S)               | 20 grudnia 2009 – 2 czerwca 2010        | Oleg G. Kotow, Sōichi Noguchi, Timothy J. Creamer | 22. / 23. stała załoga Międzynarodowej Stacji Kosmicznej. |
| STS-130 Endeavour (ISS-20A)          | 8–22 lutego 2010                        | George D. Zamka, Terry W. Virts Jr., Kathryn P. Hire, Stephen K. Robinson, Nicholas J.M. Patrick, Robert L. Behnken                                        | Dołączenie do Międzynarodowej Stacji Kosmicznej modułu Tranquility i modułu obserwacyjnego Cupola. 3 x EVA (Behnken, Patrick). |
| Sojuz TMA-18 (ISS-22S)               | 2 kwietnia – 25 września 2010           | Aleksandr A. Skworcow, Michaił B. Kornijenko, Tracy E. Caldwell-Dyson                                                                                      | Ekspedycja 23 i Ekspedycja 24 na Międzynarodowej Stacji Kosmicznej. |
| STS-131 Discovery (ISS-19A)          | 5–20 kwietnia 2010                      | Alan G. Poindexter, James P. Dutton Jr., Richard A. Mastracchio, Dorothy M. Metcalf-Lindenburger, Stephanie D. Wilson, Naoko Yamazaki, Clayton C. Anderson | Dostarczenie zaopatrzenia na Międzynarodową Stację Kosmiczną w module MPLM Leonardo. 3 x EVA (Mastracchio, Anderson). |
| STS-132 Atlantis (ISS-ULF-4)         | 14–26 maja 2010                         | Kenneth T. Ham, Dominic A. Antonelli, Garrett E. Reisman, Michael T. Good, Stephen G. Bowen, Piers J. Sellers                                              | Dołączenie do Międzynarodowej Stacji Kosmicznej rosyjskiego modułu MIM-1 Rasswiet oraz dostarczenie zaopatrzenia (Integrated Cargo Carrier – Vertical Light Deployable – ICC-VLD). 3 x EVA (Reisman, Good, Bowen). |
| Sojuz TMA-19 (ISS-23S)               | 15 czerwca – 26 listopada 2010          | Fiodor N. Jurczichin, Douglas H. Wheelock, Shannon Walker                                                                                                  | Ekspedycja 24 i Ekspedycja 25 na Międzynarodowej Stacji Kosmicznej. |
| Sojuz TMA-01M (ISS-24S)              | 7 października 2010 – 16 marca 2011     | Aleksandr J. Kaleri, Oleg I. Skripoczka, Scott J. Kelly | Ekspedycja 25 i Ekspedycja 26 na Międzynarodowej Stacji Kosmicznej. |
| Sojuz TMA-20 (ISS-25S)               | 15 grudnia 2010 – 24 maja 2011          | Dmitrij J. Kondratjew, Catherine G. Coleman, Paolo A. Nespoli                                                                                              | Ekspedycja 26 i Ekspedycja 27 na Międzynarodowej Stacji Kosmicznej. |